# 10020 Bagenal
10020 Bagenal este o planetă minoră (asteroid), cu un diametru de 9,218 km, din centura de asteroizi. A fost descoperită pe 24 iulie 1979 la Observatorul Palomar de Schelte J. Bus. 
Obiectul prezintă o orbită caracterizată de o semiaxă mare de 3,1253008 UAi, o excentricitate de 0,07, o înclinație de 4,83434 ° în raport cu ecliptica.